# Albuca darlingana
Albuca darlingana är en sparrisväxtart som beskrevs av U.Müll.-doblies. Albuca darlingana ingår i släktet Albuca och familjen sparrisväxter. Inga underarter finns listade i Catalogue of Life.